# Temple Terrace
Temple Terrace ist eine Stadt im Hillsborough County im US-Bundesstaat Florida mit 26.690 Einwohnern (Stand: 2020).

## Geographie
Temple Terrace grenzt direkt an die Großstadt Tampa nahe der Westküste Floridas und bildet mit ihr einen urbanen Raum.

## Demographische Daten
Laut der Volkszählung 2010 verteilten sich die damaligen 24.541 Einwohner auf 11.296 Haushalte. Die Bevölkerungsdichte lag bei 1378,7 Einw./km². 68,0 % der Bevölkerung bezeichneten sich als Weiße, 19,5 % als Afroamerikaner, 0,4 % als Indianer und 5,5 % als Asian Americans. 3,4 % gaben die Angehörigkeit zu einer anderen Ethnie und 3,2 % zu mehreren Ethnien an. 14,7 % der Bevölkerung bestand aus Hispanics oder Latinos.
Im Jahr 2010 lebten in 27,9 % aller Haushalte Kinder unter 18 Jahren sowie 21,8 % aller Haushalte Personen mit mindestens 65 Jahren. 59,5 % der Haushalte waren Familienhaushalte (bestehend aus verheirateten Paaren mit oder ohne Nachkommen bzw. einem Elternteil mit Nachkommen). Die durchschnittliche Größe eines Haushalts lag bei 2,39 Personen und die durchschnittliche Familiengröße bei 2,95 Personen.
23,5 % der Bevölkerung waren jünger als 20 Jahre, 34,1 % waren 20 bis 39 Jahre alt, 24,8 % waren 40 bis 59 Jahre alt und 17,6 % waren mindestens 60 Jahre alt. Das mittlere Alter betrug 33 Jahre. 47,8 % der Bevölkerung waren männlich und 52,2 % weiblich.
Das durchschnittliche Jahreseinkommen lag bei 47.998 $, dabei lebten 13,0 % der Bevölkerung unter der Armutsgrenze.
Im Jahr 2000 war Englisch die Muttersprache von 85,42 % der Bevölkerung, spanisch sprachen 10,80 % und 3,78 % hatten eine andere Muttersprache.

## Sehenswürdigkeiten
Am 30. Oktober 2012 wurde der Temple Terrace Golf Course in das National Register of Historic Places eingetragen.

## Verkehr
Temple Terrace wird von der Interstate 75 tangiert und von den Florida State Roads 580, 582 und 583 durchquert. Der Flughafen Tampa befindet sich etwa 25 km südwestlich.

## Kriminalität
Die Kriminalitätsrate lag im Jahr 2010 mit 328 Punkten (US-Durchschnitt: 266 Punkte) im durchschnittlichen Bereich. Es gab fünf Vergewaltigungen, 36 Raubüberfälle, 70 Körperverletzungen, 277 Einbrüche, 535 Diebstähle, 31 Autodiebstähle und drei Brandstiftungen.